# Подводные лодки типа XXIII

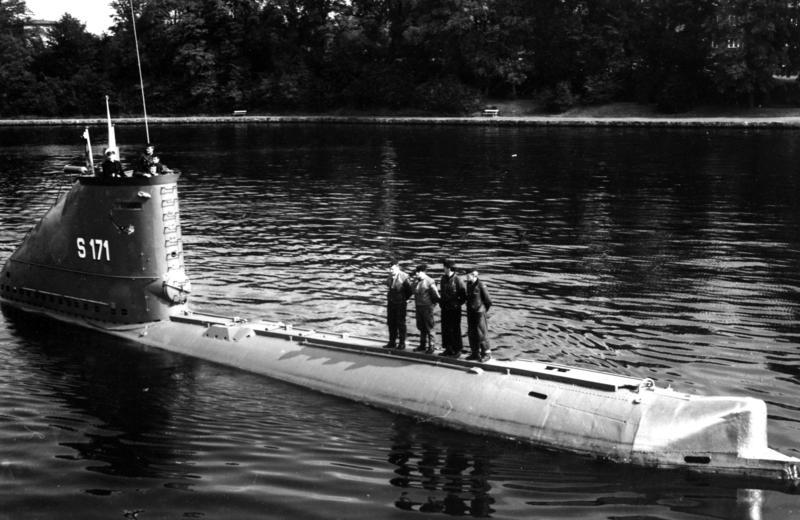
U 2367

Подводные лодки типа XXIII — серия немецких малых подводных лодок, построенных в 1943—1945 годах. Называемые часто «электролодками» (нем. Elektroboot), эти корабли, вместе с более крупными собратьями типа XXI как и британские лодки-истребители типа R (1918 г.)  были ориентированы на постоянное нахождение под водой.

## История
Предложения по малой «электролодке» были высказаны Х. Эльфкеном гроссадмиралу К. Деницу в июне 1943 г. во время рассмотрения проекта XXI серии. Главнокомандующий одобрил идею, но поставил два условия: лодка должна вооружаться стандартными семиметровыми торпедами (вместо специальных укороченных торпед длиной 5,5 м у малых ПЛ XXII серии) и должна быть приспособлена к транспортировке по железной дороге. Этим был дан старт разработке проекта, получившего обозначение XXIII серия. На проектные работы, выполнявшиеся под руководством А. Грима, отводилось чуть больше месяца.

## Конструкция
Лодка типа XXIII на поверхности или на шноркельной глубине приводилась в движение 6-цилиндровым дизельным двигателем марки MWM RS134S, номинальной мощностью 575 л. с. Под водой движение обеспечивал гребной электродвигатель модели AEG GU4463-8 с номинальной мощностью в 572 л. с. Кроме этого, имелся электродвигатель экономичного хода (подкрадывания) модели BBC CCR188 и мощностью 35 л. с.
Как и на ПЛ XXI серии, привод на валопровод от главных двигателей осуществлялся через понижающий редуктор, а от ГЭД подкрадывания — с помощью текстропной передачи. Лодка оснащалась «шнорхелем», повышавшим ее скрытность при зарядке батареи и на переходах в перископном положении под дизелем.
Ожидалось, что в подводном положении лодка XXIII серии будет развивать скорость до 13 уз, что было в 1,75-1,8 раза больше, чем у других малых ПЛ.  По дальности плавания – 2500миль ,«электролодка» XXIII серии в 3-5 раз превосходила малые ПЛ II серии. Полученная дальность надводного хода  была признана достаточной для подводной лодки прибрежного действия.

## Вооружение
Из-за небольших габаритов лодка не несла запасных торпед, а торпедные аппараты заряжались снаружи, в порту. Так как надводная боевая деятельность не предполагалась, то палубного орудия в проекте не предусматривалось. Кроме экономии места, это привело к улучшению подводной обтекаемости корабля.

## Представители
Всего был построен 61 корабль проекта, их обозначения имели вид U-23xx.
6 лодок приняли участие в войне в январе-мае 1945 года, три из действовавших лодок потопили 4 корабля, суммарным водоимещением 7392 брт.
Из них 8 лодок по тем или иным причинам погибли.

31 — были затоплены своими экипажами в рамках операции «Регенбоген», 

20 — потоплены при проведении операции «Дэдлайт».
Только три лодки пережили войну, одна из них, U-4706, вошла в состав ВМС Норвегии, две, U-2326 и U-2353 — получила Великобритания (впоследствии одна из них (U-2353) была передана СССР).
Ещё две лодки, U-2365 и U-2367, были подняты Германией в 1950-х годах, получили имена «Hai» и «Hecht» и, после ремонта, использовались как учебные и служили для подготовки подводников возрождающегося германского флота.